# Râul Hodinău
Râul Hodinău este un curs de apă, afluent al râului Jiu. 